# Knooppunt Dolga Vas
Knooppunt Dolga Vas (Sloveens: Razcep Dolga Vas) is een knooppunt in het uiterste noordoosten van Slovenië. Op het knooppunt kruist de A5 naar Maribor en Boedapest met de H7 naar Körmend. 
Het knooppunt is uitgevoerd als een trompetknooppunt. De directe verbindingsboog ligt tussen Maribor en Körmend en de klaverlus tussen Körmend en Boedapest.
| Aansluitende wegen  | Aansluitende wegen | Aansluitende wegen | Aansluitende wegen | Aansluitende wegen    |
| ------------------- | ------------------ | ------------------ | ------------------ | --------------------- |
| A5 richting Maribor |                    |                    |                    | H7 richting Körmend   |
|                     |                    |                    |                    |                       |
|                     |                    |                    |                    |                       |
|                     |                    |                    |                    |                       |
|                     |                    |                    |                    | A5 richting Boedapest |

Dolga Vas · 
Dragučova · 
Draženci · 
Gabrk · 
Koseze · 
Kozarje · 
Malence · 
Nanos · 
Slavček · 
Slivnica · 
Srmin · 
Zadobrova